# کشیشتف ایبیش
کشیشتف ایبیش (لهستانی: Krzysztof Ibisz؛  ‏ تلفظ نام‌کوچک لهستانی: [ˈkʂɨʂtɔf]؛ ‏ زادهٔ ۲۵ فوریهٔ ۱۹۶۵) بازیگر، روزنامه‌نگار و سیاستمدار اهل لهستان است.
از فیلم‌ها یا مجموعه‌های تلویزیونی که وی در آن‌ها نقش داشته است، می‌توان به یوب، آخرین سلول خاکستری مغز، هتل ۵۲ و خانه کشیش اشاره نمود.